# ریچارد ریچ (کارگردان)
ریچارد ریچ (انگلیسی: Richard Rich؛ زادهٔ ۱۹۵۱ (۷۳–۷۴ سال)) کارگردان، تهیه‌کننده و فیلمنامه‌نویس اهل ایالات متحده آمریکا است.